# Nadleśnictwo Kołaczyce

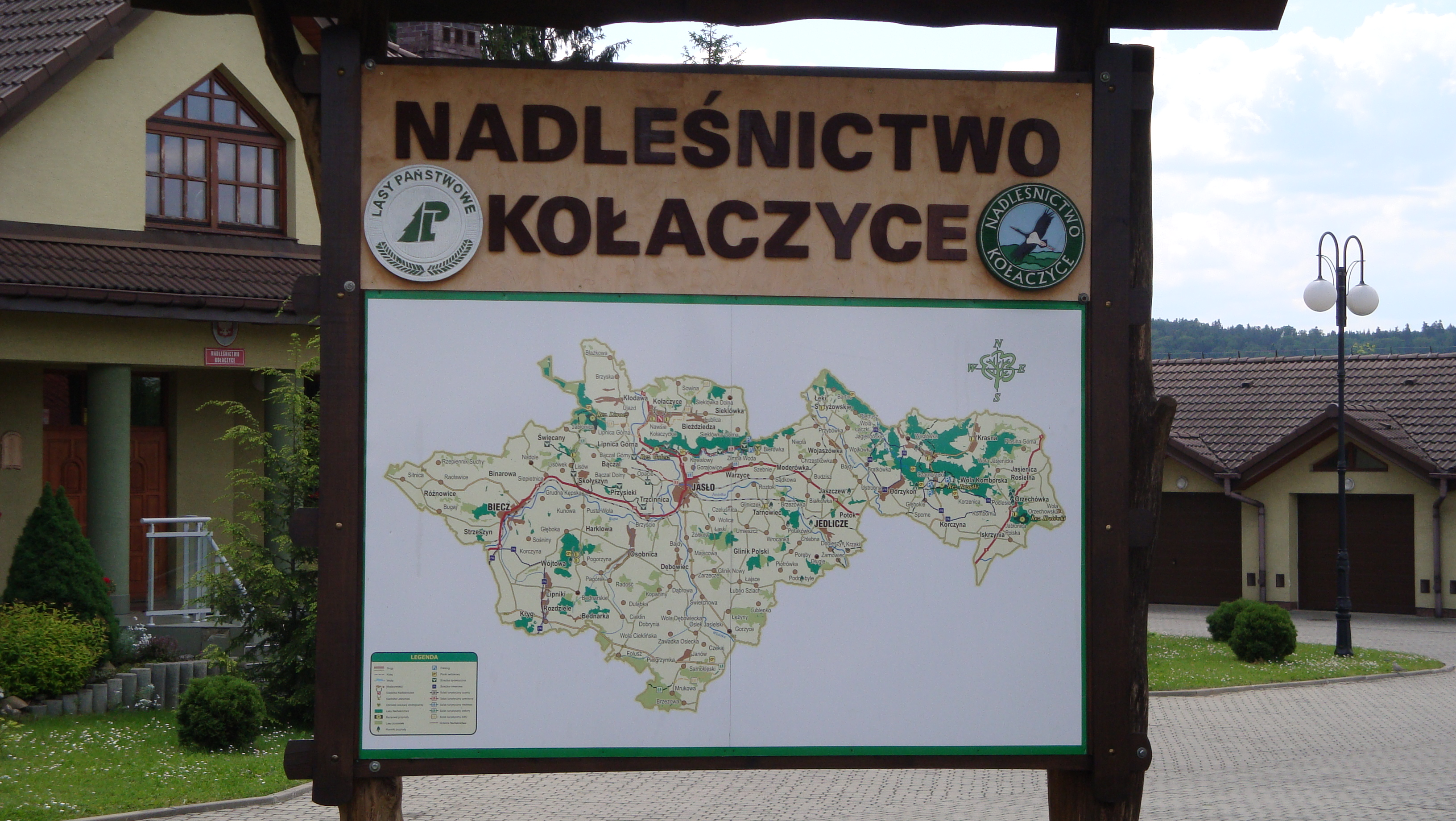
Tablica informacyjna

Nadleśnictwo Kołaczyce – nadleśnictwo położone w południowo-zachodniej części województwa podkarpackiego i południowo-wschodniej części województwa małopolskiego, na terenie sześciu powiatów: gorlickiego, brzozowskiego, krośnieńskiego, strzyżowskiego, jasielskiego i tarnowskiego.
Podlega Regionalnej Dyrekcji Lasów Państwowych w Krośnie. Siedzibą Nadleśnictwa Kołaczyce jest Nawsie Kołaczyckie nr 317, w oddziale 28j obrębu leśnego Kołaczyce.

## Położenie
- północna część leży na Pogórzach: Ciężkowickim, Strzyżowskim i Dynowskim. Tworzą je wzgórza przebiegające z południowego wschodu na północny zachód: Liwocz (562 m n.p.m.), Chełm (528 m n.p.m.) i Sucha Góra (591 m n.p.m.);
- część środkowa leży w Dołach Jasielsko-Sanockich (200–300 m n.p.m.), jako rozległe i wyrównane obniżenie wewnątrz Karpat.
- południowa część nadleśnictwa leży na Beskidzie Niskim w paśmie górskim o łagodnych grzbietach z kopulastymi wierzchołkami przecinanymi potokami i jarami[2].

## Powierzchnia
Ogólna powierzchnia lasów własności Skarbu Państwa zarządzanych przez Nadleśnictwo Kołaczyce według stanu na 1 stycznia 2008 roku wynosiło 10579,81 ha, w tym powierzchnia leśna 10421,53 ha. Nadzoruje gospodarkę w lasach prywatnych na powierzchni 12014 ha. Nadleśnictwo podzielone jest na dwa obręby leśne: Krosno i Kołaczyce.

### Leśnictwa
Obręby leśne łącznie obejmują 10 leśnictw:
- Bierówka
- Bieździedza
- Lisów
- Pagorzyna
- Pietrusza Wola
- Tarnowiec
- Czarnorzeki
- Węglówka
- Odrzykoń
- Wola Komborska

### Rezerwaty przyrody
- Golesz
- Kretówki
- Liwocz
- Prządki im. prof. Henryka Świdzińskiego

Poza gruntami zarządzanymi przez Nadleśnictwo, ale w jego zasięgu terytorialnym znajduje się rezerwat Cisy w Malinówce.